# Globulotuba
Globulotuba es un género de foraminífero bentónico de la Subfamilia Glandulininae, de la Familia Glandulinidae, de la Superfamilia Polymorphinoidea, del Suborden Lagenina y del Orden Lagenida. Su especie-tipo es Globulotuba entosoleniformis. Su rango cronoestratigráfico abarca el Holoceno.

## Discusión
Clasificaciones previas incluían Globulotuba en la Superfamilia Nodosarioidea.

## Clasificación
Globulotuba incluye a las siguientes especies:
- Globulotuba entosoleniformis
- Globulotuba scrippsi

Otras especies consideradas en Globulotuba son:
- Globulotuba impolita, de posición genérica incierta
- Globulotuba impolitiformis, de posición genérica incierta